# کای-۴۴ شوکی
کای-۴۴ شوکی (به انگلیسی: Nakajima_Ki-44) یک هواگرد از نوع هواپیمای جنگنده ساخت شرکت شرکت هواپیمای ناکاجیما است. هواگرد کای-۴۴ شوکی نخستین پروازش را در اوت ۱۹۴۰ میلادی انجام داد. این هواگرد در سال ۱۹۴۲ میلادی رسماً معرفی گردید و در سال‌های ۱۹۴۰–۱۹۴۴ تولید شده‌است. در مجموع، تعداد ۱٬۲۲۵ [۴۵] فروند از این هواگرد ساخته شده‌است.
طراح این هواگرد، Yasushi Koyama بود.